# 대한민주청년동맹
대한민주청년동맹(大韓民主靑年同盟)은 1945년 12월 창립된 청년단체였다. 대한민청(大韓民靑)이라고도 한다.

## 개요
수백여 개의 우익 청년단체가 활동하던 중 1945년 12월 21일 대한독립촉성전국청년총연맹으로 정리되었다. 그 뒤 1946년 봄 대한민주청년동맹(대한민청)으로 나머지 단체들도 통합되었다.
1946년 4월 9일 경기도 서울시(현 서울특별시) 종로 YMCA 강당에서 고문 신익희, 회장 유진산, 명예회장 이승만, 김구, 김규식, 감찰부장 김두한으로 선출하고 정식 결성하여 활동하였다.
우익 청년단체로서 좌우합작운동 방해, 좌익 정치인 테러, 반(反)대한민국 임시정부 인사 테러 등을 주도하며 활동하였다. 남로당의 총책이었던 박갑동에 의하면 미군정과 경찰에 잡히면 안심했고 대한민청의 별동대에 잡히면 죽는다며 공포의 대상이었다고 한다. 1947년 조선공산당의 산하인 조선청년전위대의 정진영 등 살해사건을 일으켰고, 미군정의 포고령 위반 혐의로 조직은 해체되었다.

## 같이 보기
- 김두한
- 유진산
- 김구
- 이승만
- 김규식
- 신익희